# Attila Molnár
Attila Molnár, född den 17 januari 2002, är en ungersk friidrottare som tävlar i kortdistanslöpning.
Vid europeiska inomhusmästerskapen 2025 tog Molnár guld på 400 meter. Vid inomhusvärldsmästerskapen samma år ingick han i det ungerska laget som tog brons i stafetten.